# Spoorlijn Paris-Saint-Lazare - Le Havre
De Spoorlijn Paris-Saint-Lazare - Le Havre is een Franse spoorlijn van station Paris-Saint-Lazare via Rouen naar le Havre. De lijn is 227,9 km lang en heeft als lijnnummer 340 000.

## Geschiedenis
Het gedeelte tussen Paris-Saint-Lazare en La Garenne-Colombes werd aangelegd door de Compagnie du chemin de fer de Paris à Saint-Germain en geopend op 24 augustus 1837. Dit gedeelte van de lijn deelde in eerste instantie het tracé met de spoorlijn Paris-Saint-Lazare - Saint-Germain-en-Laye. Tussen La Garenne-Colombes en Le Havre werd de lijn aangelegd door de Compagnie du chemin de fer de Paris au Havre en in twee gedeeltes geopend, van La Garenne-Colombes tot Sotteville op 9 mei 1843 en van Sotteville tot Le Havre op 22 maart 1847.

## Treindiensten
De SNCF verzorgt het personenvervoer op dit traject met TGV, TER en Transilien treinen.
| Serie    | Treinsoort        | Route | Bijzonderheden |
| -------- | ----------------- | --- | -------------- |
| TGV 5300 | TGV (SNCF)        | [ [ [ Nantes – Angers-Saint-Laud – [ Saumur – Saint-Pierre-des-Corps – ] / [ Le Mans – ] ] / [ Rennes – Le Mans – ] Massy TGV – ] ] / [ Le Havre – Rouen-Rive-Droite – Mantes-la-Jolie – Versailles-Chantiers – Massy-Palaiseau – ] Lyon-Part-Dieu – [ Lyon-Perrache ] / [ Valence-Rhône-Alpes-Sud TGV – [ Nîmes-Pont-du-Gard – Montpellier-Sud-de-France ] / [ Nîmes – Montpellier-Saint-Roch ] / [ Avignon TGV – Aix-en-Provence TGV – Marseille-Saint-Charles ] ] |                |
| K 1+     | TER (SNCF)        | Paris Saint-Lazare – Rouen-Rive-Droite – Yvetot – Bréauté-Beuzeville – Le Havre |                |
| K 2+     | TER (SNCF)        | Paris Saint-Lazare – Caen – Lison – Cherbourg |                |
| K 3+     | TER (SNCF)        | Paris Saint-Lazare – Évreux-Normandie – Lisieux – Trouville-Deauville |                |
| K 11     | TER (SNCF)        | Rouen-Rive-Droite – Montville – Clères – Auffay – Dieppe |                |
| K 45     | TER (SNCF)        | Lille-Flandres – Douai – Arras – Albert – Amiens – Saint-Roch – Rouen-Rive-Droite |                |
| C 1      | TER (SNCF)        | Paris-Saint-Lazare – Vernon - Giverny – Rouen-Rive-Droite |                |
| C 2      | TER (SNCF)        | Paris-Saint-Lazare – Évreux-Normandie – Serquigny |                |
| C 10     | TER (SNCF)        | Elbeuf-Saint-Aubin – Rouen-Rive-Droite – Yvetot |                |
| P 1      | TER (SNCF)        | Rouen-Rive-Droite – Yvetot – Bréauté-Beuzeville – Le Havre |                |
| P 10     | TER (SNCF)        | Caen – Lisieux – Serquigny – Elbeuf-Saint-Aubin – Rouen-Rive-Droite |                |
| P 11     | TER (SNCF)        | Rouen-Rive-Droite – Montville – Clères – Auffay – Dieppe |                |
| P 14     | TER (SNCF)        | Le Havre – Bréauté-Beuzeville – Fécamp |                |
| P 45     | TER (SNCF)        | Amiens – Saint-Roch – Rouen-Rive-Droite |                |
| Trans J  | Transilien (SNCF) | Paris Saint-Lazare – [ Argenteuil – [ Ermont - Eaubonne ] / [ Cormeilles-en-Parisis – Conflans-Sainte-Honorine – [ Pontoise – Boissy-l'Aillerie – Gisors ] / [ Mantes-la-Jolie ] ] ] / [ Les Mureaux – Mantes-la-Jolie – Vernon - Giverny ] |                |
| Trans N  | Transilien (SNCF) | Paris Montparnasse – Viroflay-Rive-Gauche – Versailles-Chantiers – Saint-Cyr – [ Saint-Quentin-en-Yvelines – Rambouillet ] / [ Plaisir - Grignon – [ Dreux ] / [ Épône - Mézières – Mantes-la-Jolie ] ] |                |

### Réseau express régional
Op het traject rijdt het Réseau express régional de volgende routes:
| Serie | Treinsoort        | Route | Bijzonderheden |
| ----- | ----------------- | --- | -------------- |
| RER A | RER (SNCF / RATP) | [ [ Cergy-le-Haut – ] / [ Poissy – ] Maisons-Laffitte – ] / [ Saint-Germain-en-Laye – Rueil-Malmaison – Nanterre-Université – ] Nanterre-Préfecture – La Défense – Châtelet - Les Halles – Paris-Lyon – Vincennes – [ Fontenay-sous-Bois – La Varenne - Chennevières – Boissy-Saint-Léger ] / [ Val de Fontenay – Bry-sur-Marne – Noisy-le-Grand - Mont d’Est – Torcy – Marne-la-Vallée - Chessy ] |                |

## Aansluitingen
In de volgende plaatsen is of was er een aansluiting op de volgende spoorlijnen:
Paris-Saint-Lazare
RFN 334 000, spoorlijn tussen Paris-Saint-Lazare en Mantes-Station via Conflans-Sainte-Honorine
RFN 334 900, spoorlijn tussen Paris-Saint-Lazare en Ermont-Eaubonne
RFN 973 000, spoorlijn tussen Paris-Saint-Lazare en Versailles-Rive-Droite
RFN 975 000, spoorlijn tussen Paris-Saint-Lazare en Saint-Germain-en-Laye
La Garenne-Colombes
RFN 340 306, raccordement van Bezons
RFN 967 300, raccordement van La Folie
Sartrouville
RFN 975 900, spoorlijn tussen Nanterre-Université en Sartrouville
RFN 990 000, Grande ceinture van Parijs
aansluiting Dieppe
RFN 338 000, spoorlijn tussen Achères en Pontoise
RFN 966 000, spoorlijn tussen Maisons-Laffitte en Champ-de-Courses
Achères
RFN 335 300, raccordement 2J van Ambassadeurs
RFN 335 301, raccordement 2R van Ambassadeurs
RFN 335 302, raccordement 1J van Ambassadeurs
RFN 335 303, raccordement van Achères spoor 1A
RFN 335 304, raccordement van Achères spoor 2A
RFN 990 000, Grande ceinture van Parijs
Les Mureaux
RFN 340 606, bedieningsspoor van de voormalige ballastfabriek van Flins in Les Mureaux
Aubergenville-Élisabethville
RFN 396 306, raccordement van Épône
Épône - Mézières
RFN 396 000, spoorlijn tussen Plaisir-Grignon en Épône-Mézières
Mantes-Station
RFN 334 000, spoorlijn tussen Paris-Saint-Lazare en Mantes-Station via Conflans-Sainte-Honorine
Mantes-la-Jolie
RFN 334 000, spoorlijn tussen Paris-Saint-Lazare en Mantes-Station via Conflans-Sainte-Honorine
RFN 366 000, spoorlijn tussen Mantes-la-Jolie en Cherbourg
RFN 366 306, raccordement van Piquettes
Vernon
RFN 339 000, spoorlijn tussen Gisors-Boisgeloup en Pacy-sur-Eure
Saint-Pierre-du-Vauvray
RFN 340 300, raccordement van Vaudreuil
RFN 343 000, spoorlijn tussen Saint-Pierre-du-Vauvray en Les Andelys
RFN 376 000, spoorlijn tussen Saint-Pierre-du-Vauvray en Louviers
Pont-de-l'Arche
RFN 342 000, spoorlijn tussen Gisors-Embranchement en Pont-de-l'Arche
RFN 346 300, raccordement van Manoir
Oissel
RFN 372 000, spoorlijn tussen Serquigny en Oissel
Sotteville
RFN 340 309, raccordement van het dépôt van Sotteville
RFN 340 621, stamlijn ZI de Sotteville
RFN 369 000, spoorlijn tussen Sotteville en Rouen-Rive-Gauche
Eauplet
RFN 367 300, raccordement van Eauplet
Darnétal
RFN 340 311, raccordement van Rouen-Martainville
RFN 368 300, raccordement tussen Sotteville en Darnétal
RFN 368 301, raccordement tussen Darnétal en Rouen-Rive-Droite
Malaunay-Le Houlme
RFN 350 000, spoorlijn tussen Malaunay-Le Houlme en Dieppe
Barentin
RFN 351 000, spoorlijn tussen Barentin en Caudebec-en-Caux
Motteville
RFN 354 000, spoorlijn tussen Montérolier-Buchy en Motteville
RFN 358 000, spoorlijn tussen Motteville en Saint-Valery-en-Caux
Bréauté - Beuzeville
RFN 359 000, spoorlijn tussen Bréauté-Beuzeville en Fécamp
RFN 362 000, spoorlijn tussen Bréauté-Beuzeville en Gravenchon-Port-Jérôme
Malaunay-Le Houlme
RFN 350 000, spoorlijn tussen Malaunay-Le Houlme en Dieppe
Harfleur
RFN 341 300, raccordement maritime van Le Havre
Graville
RFN 341 306, raccordement van Graville (west)
RFN 361 000, spoorlijn tussen Le Havre-Graville en Tourville-les-Ifs
Le Havre
RFN 340 641, Stamlijn Le Havre 1 (Marceau)

## Elektrische tractie
De lijn werd in gedeeltes geëlektrificeerd. Het gedeelte tussen Paris-Saint-Lazare en Asnières-sur-Seine werd in 1924 voorzien van een derde rail met een spanning van 750 volt. In 1966 werd de lijn tot Sotteville opnieuw geëlektrificeerd met een spanning van 25.000 volt 50 Hz. In 1967 werd de elektrificatie tot Le Havre voltooid.

## Galerij

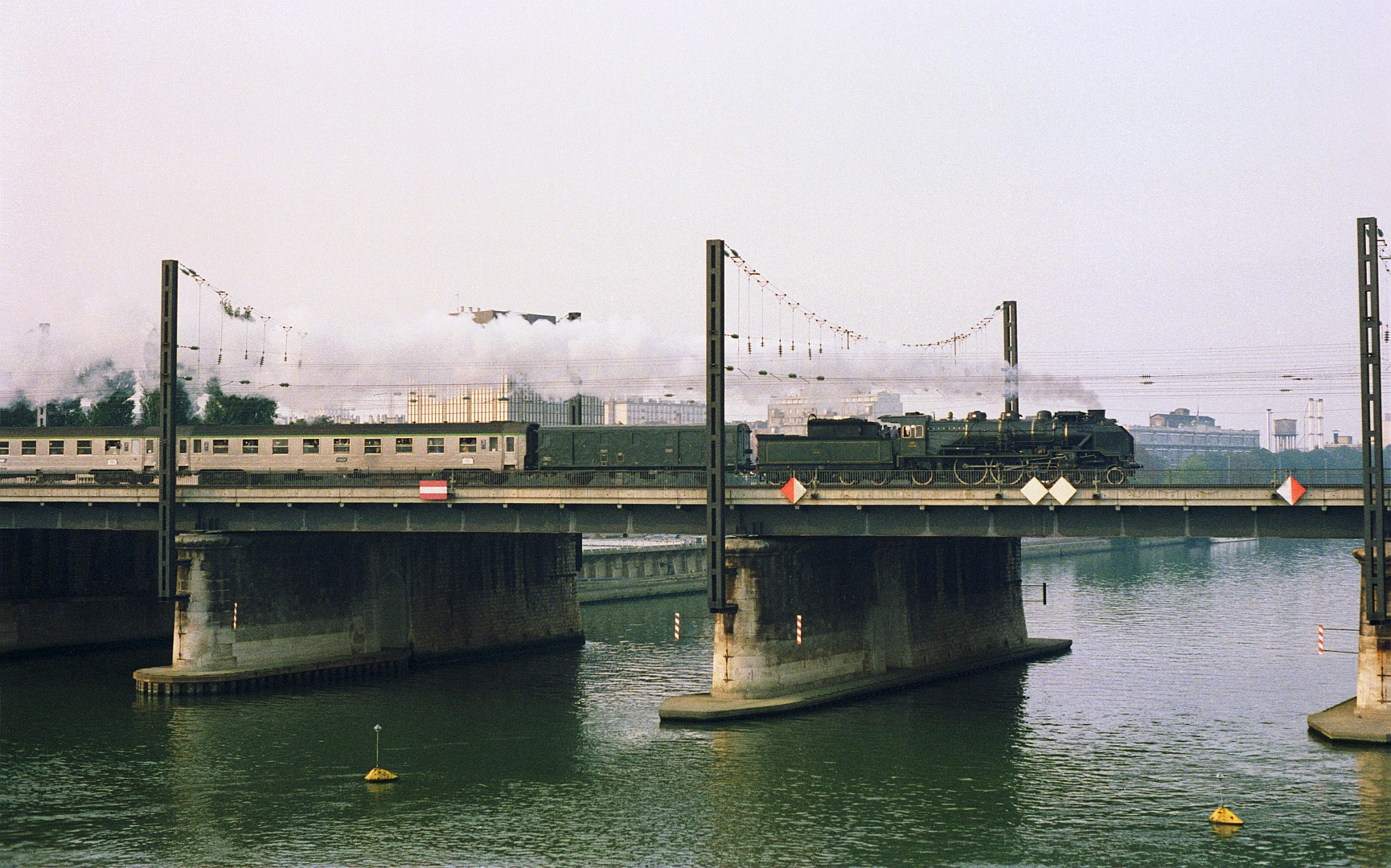
Stoomtrein op de spoorbrug over de Seine bij Asnières in 1987
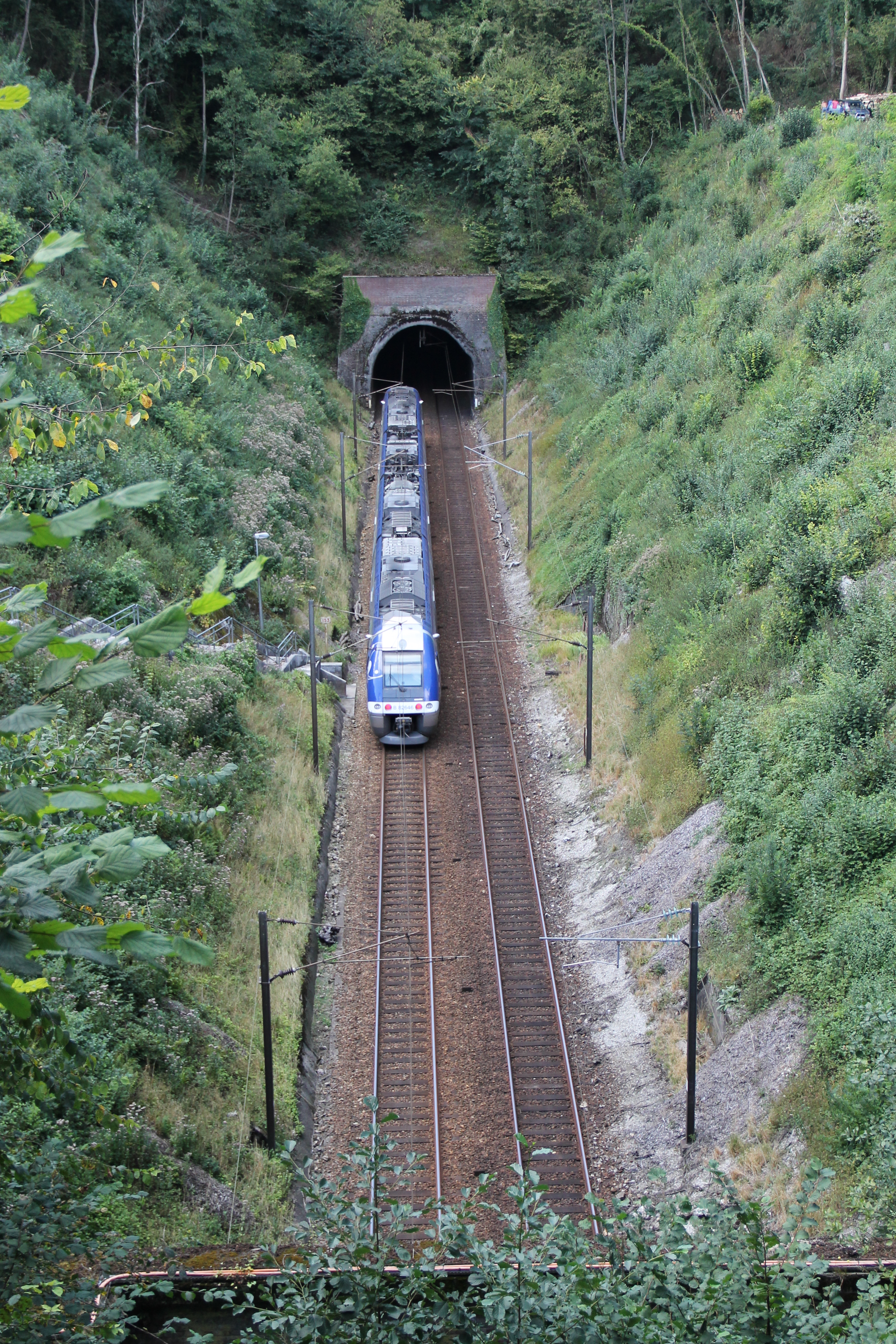
Tunnels van Pissy-Poville
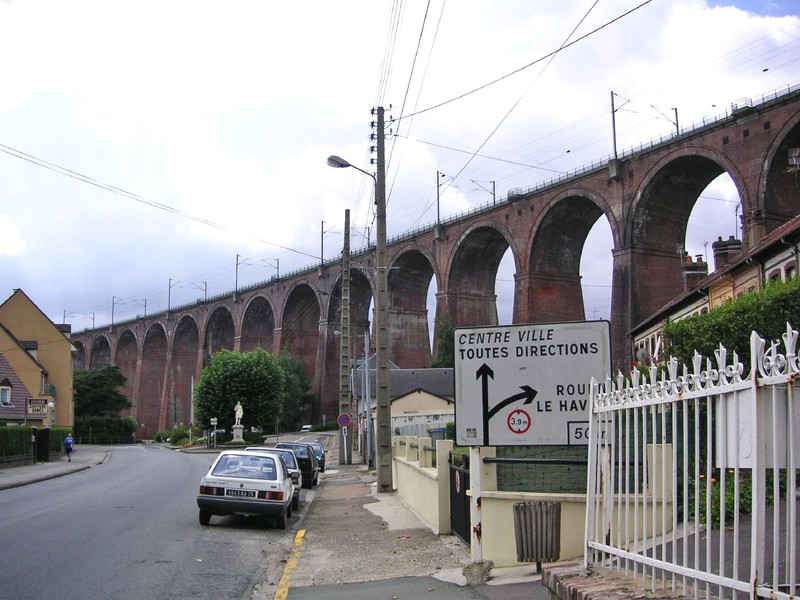
Viaduct van Barentin
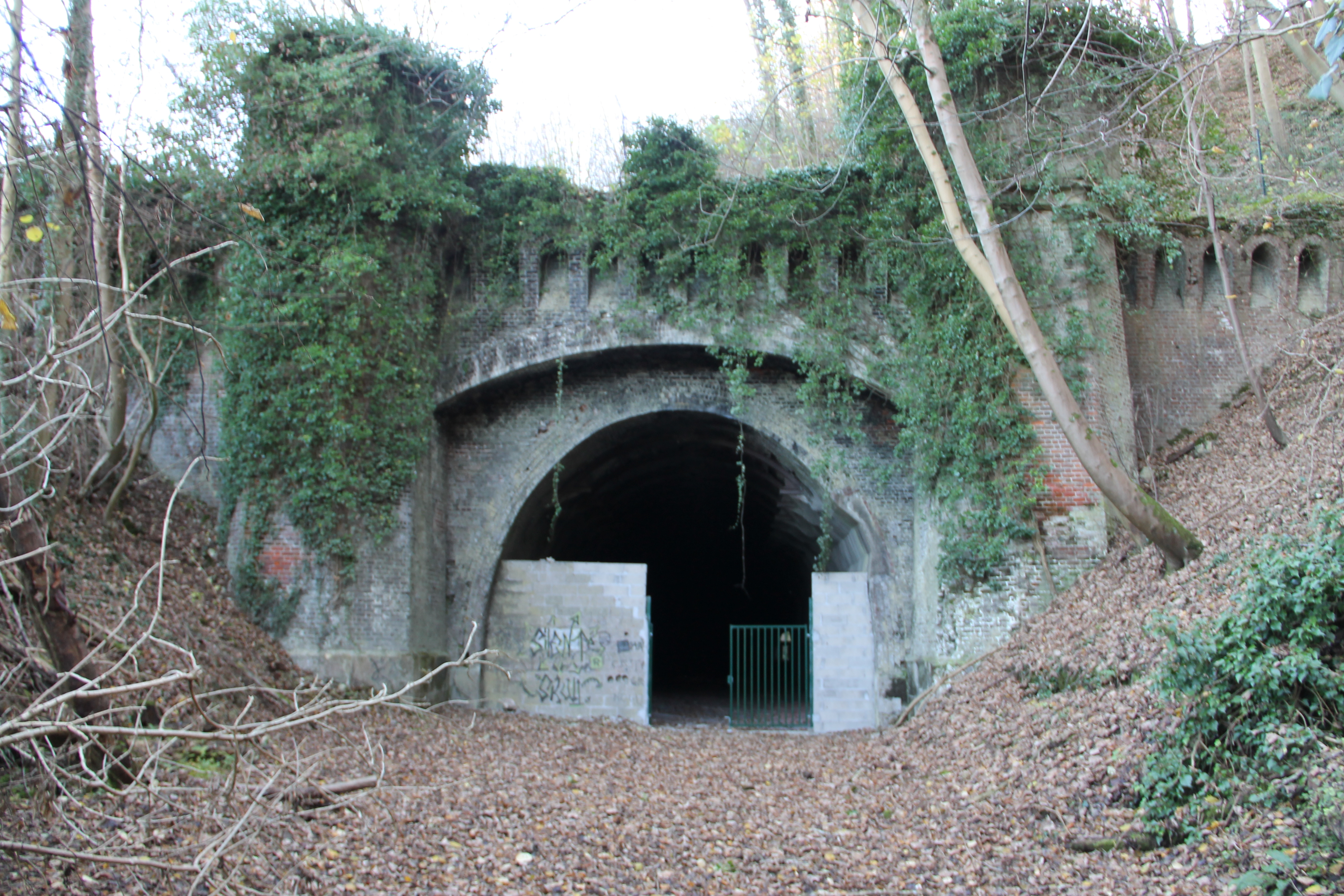
Voormalige spoortunnel van Pavilly
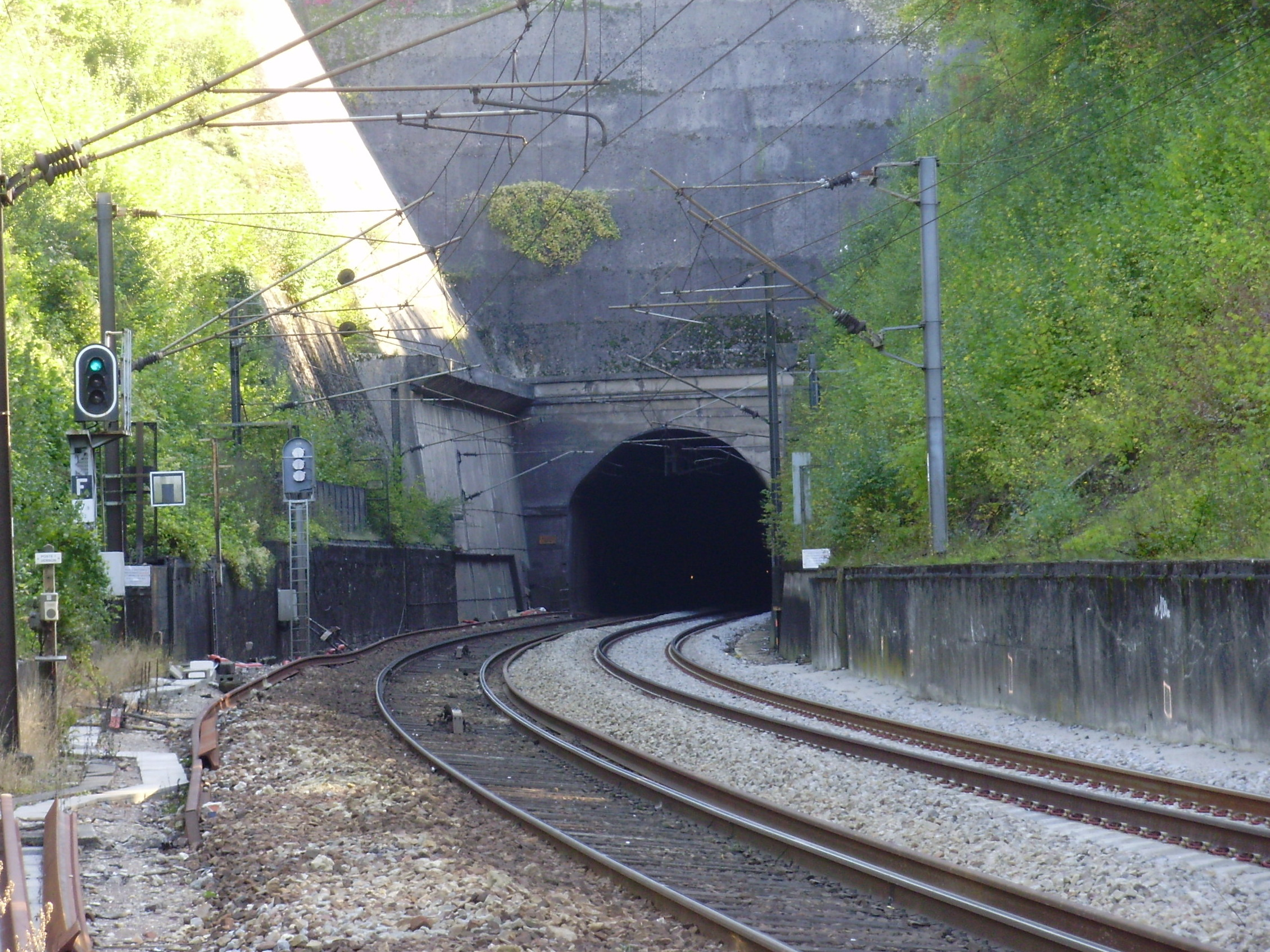
Noordportaal van de tunnel van Rolleboise